# Liste der Kulturdenkmale in Berlin-Moabit

Lage von Moabit in Berlin

In der Liste der Kulturdenkmale von Moabit sind die Kulturdenkmale des Berliner Ortsteils Moabit im Bezirk Mitte aufgeführt.

## Denkmalbereiche (Ensembles)
| Nr.      | Lage                                                                                                  | Offizielle Bezeichnung | Bestandteile / Beschreibung                                                                                             | Bild                                |
| -------- | --- | --- | --- | ----------------------------------- |
| 09050420 | Alt-Moabit 87–93 Stromstraße 10, 10A (Lage)                                                           | Mietshausgruppe Baudenkmale siehe: Alt-Moabit 89/90, 92, 93                                                                                             | |                                     |
| 09050420 | Alt-Moabit 87–93 Stromstraße 10, 10A (Lage)                                                           | Mietshausgruppe Baudenkmale siehe: Alt-Moabit 89/90, 92, 93                                                                                             | Weitere Bestandteile des Ensembles:                                                                                     |                                     |
| 09050420 | Alt-Moabit 87–93 Stromstraße 10, 10A (Lage)                                                           | Mietshausgruppe Baudenkmale siehe: Alt-Moabit 89/90, 92, 93                                                                                             | 09050421 – Alt-Moabit 87/Stromstraße 10A, Mietshaus, 1880–1881 von Georg Stoedtner                                      |                                     |
| 09050420 | Alt-Moabit 87–93 Stromstraße 10, 10A (Lage)                                                           | Mietshausgruppe Baudenkmale siehe: Alt-Moabit 89/90, 92, 93                                                                                             | 09050422 – Stromstraße 10, Mietshaus, 1881–1882 von Georg Stoedtner                                                     |                                     |
| 09050179 | Elberfelder Straße 8–18 (Lage)                                                                        | Mietshausgruppe Baudenkmale siehe: Elberfelder Straße 10/11, 12/13, 14                                                                                  | |                                     |
| 09050179 | Elberfelder Straße 8–18 (Lage)                                                                        | Mietshausgruppe Baudenkmale siehe: Elberfelder Straße 10/11, 12/13, 14                                                                                  | Weitere Bestandteile des Ensembles:                                                                                     |                                     |
| 09050179 | Elberfelder Straße 8–18 (Lage)                                                                        | Mietshausgruppe Baudenkmale siehe: Elberfelder Straße 10/11, 12/13, 14                                                                                  | 09050180 – Elberfelder Straße 8, Mietshaus, 1907–1908 von Otto Berlich                                                  |                                     |
| 09050179 | Elberfelder Straße 8–18 (Lage)                                                                        | Mietshausgruppe Baudenkmale siehe: Elberfelder Straße 10/11, 12/13, 14                                                                                  | 09050181 – Elberfelder Straße 9, Mietshaus, 1907–1908 von Otto Berlich                                                  |                                     |
| 09050179 | Elberfelder Straße 8–18 (Lage)                                                                        | Mietshausgruppe Baudenkmale siehe: Elberfelder Straße 10/11, 12/13, 14                                                                                  | 09050185 – Elberfelder Straße 15, Mietshaus, 1908–1909 von Carl Schmidt                                                 |                                     |
| 09050179 | Elberfelder Straße 8–18 (Lage)                                                                        | Mietshausgruppe Baudenkmale siehe: Elberfelder Straße 10/11, 12/13, 14                                                                                  | 09050186 – Elberfelder Straße 16, Mietshaus, 1907–1908 von Carl Schmidt                                                 |                                     |
| 09050179 | Elberfelder Straße 8–18 (Lage)                                                                        | Mietshausgruppe Baudenkmale siehe: Elberfelder Straße 10/11, 12/13, 14                                                                                  | 09050187 – Elberfelder Straße 17, Mietshaus, 1907 von Carl Schmidt                                                      |                                     |
| 09050179 | Elberfelder Straße 8–18 (Lage)                                                                        | Mietshausgruppe Baudenkmale siehe: Elberfelder Straße 10/11, 12/13, 14                                                                                  | 09050188 – Elberfelder Straße 18, Mietshaus, 1909 von Johannes Müller                                                   |                                     |
| 09050395 | Gotzkowskystraße 14–17 (Lage)                                                                         | Mietshausgruppe | |                                     |
| 09050395 | Gotzkowskystraße 14–17 (Lage)                                                                         | Mietshausgruppe | Bestandteile des Ensembles:                                                                                             |                                     |
| 09050395 | Gotzkowskystraße 14–17 (Lage)                                                                         | Mietshausgruppe | 09050396 – Gotzkowskystraße 14, Mietshaus, 1895–1896 von Hermann Genähr                                                 | Nr. 14                              |
| 09050395 | Gotzkowskystraße 14–17 (Lage)                                                                         | Mietshausgruppe | 09050397 – Gotzkowskystraße 15, Mietshaus, 1895–1896 von Hermann Genähr                                                 | Nr. 15                              |
| 09050395 | Gotzkowskystraße 14–17 (Lage)                                                                         | Mietshausgruppe | 09050398 – Gotzkowskystraße 16, Mietshaus, 1895–1896 von Friedrich Müller                                               | Nr. 16                              |
| 09050395 | Gotzkowskystraße 14–17 (Lage)                                                                         | Mietshausgruppe | 09050399 – Gotzkowskystraße 17, Mietshaus, 1895–1896 von Friedrich Müller                                               | Nr. 17                              |
| 09050323 | Kruppstraße 4, 13A–18 Feldzeugmeisterstraße 18 Lehrter Straße 57–58 Perleberger Straße 61A-62A (Lage) | Kasernen des 1. Garde-Feld-Artillerie-Regiments Gesamtanlage siehe: Lehrter Straße 57 Perleberger Straße 62–62A Baudenkmale siehe: Kruppstraße 2, 15/16 | Kaserne und Einfriedung, 1878–1895, 1912–1914, 1934–1936, 1951–1959                                                     |                                     |
| 09050323 | Kruppstraße 4, 13A–18 Feldzeugmeisterstraße 18 Lehrter Straße 57–58 Perleberger Straße 61A-62A (Lage) | Kasernen des 1. Garde-Feld-Artillerie-Regiments Gesamtanlage siehe: Lehrter Straße 57 Perleberger Straße 62–62A Baudenkmale siehe: Kruppstraße 2, 15/16 | Weitere Bestandteile des Ensembles:                                                                                     |                                     |
| 09050323 | Kruppstraße 4, 13A–18 Feldzeugmeisterstraße 18 Lehrter Straße 57–58 Perleberger Straße 61A-62A (Lage) | Kasernen des 1. Garde-Feld-Artillerie-Regiments Gesamtanlage siehe: Lehrter Straße 57 Perleberger Straße 62–62A Baudenkmale siehe: Kruppstraße 2, 15/16 | 09085054 – Feldzeugmeisterstraße 18, Wirtschaftsgebäude, 1953–1954 von Bruno Grimmek                                    |                                     |
| 09050323 | Kruppstraße 4, 13A–18 Feldzeugmeisterstraße 18 Lehrter Straße 57–58 Perleberger Straße 61A-62A (Lage) | Kasernen des 1. Garde-Feld-Artillerie-Regiments Gesamtanlage siehe: Lehrter Straße 57 Perleberger Straße 62–62A Baudenkmale siehe: Kruppstraße 2, 15/16 | 09050328 – Kruppstraße 13A–14A, Wohnhäuser für Offiziere und Mannschaften, 1912–1914 von H. Lauenburg und Franz Pomplun | Kruppstr 14a                        |
| 09050323 | Kruppstraße 4, 13A–18 Feldzeugmeisterstraße 18 Lehrter Straße 57–58 Perleberger Straße 61A-62A (Lage) | Kasernen des 1. Garde-Feld-Artillerie-Regiments Gesamtanlage siehe: Lehrter Straße 57 Perleberger Straße 62–62A Baudenkmale siehe: Kruppstraße 2, 15/16 | 09095144 – Lehrter Straße 58, Reste der Einfriedung des Kgl. Corps-Bekleidungsamtes zu Berlin, 1898                     | Kruppstr Lehrter Str.               |
| 09050323 | Kruppstraße 4, 13A–18 Feldzeugmeisterstraße 18 Lehrter Straße 57–58 Perleberger Straße 61A-62A (Lage) | Kasernen des 1. Garde-Feld-Artillerie-Regiments Gesamtanlage siehe: Lehrter Straße 57 Perleberger Straße 62–62A Baudenkmale siehe: Kruppstraße 2, 15/16 | Nicht konstituierende Bestandteile des Ensembles:                                                                       |                                     |
| 09050323 | Kruppstraße 4, 13A–18 Feldzeugmeisterstraße 18 Lehrter Straße 57–58 Perleberger Straße 61A-62A (Lage) | Kasernen des 1. Garde-Feld-Artillerie-Regiments Gesamtanlage siehe: Lehrter Straße 57 Perleberger Straße 62–62A Baudenkmale siehe: Kruppstraße 2, 15/16 | Kruppstraße 14B |                                     |
| 09050323 | Kruppstraße 4, 13A–18 Feldzeugmeisterstraße 18 Lehrter Straße 57–58 Perleberger Straße 61A-62A (Lage) | Kasernen des 1. Garde-Feld-Artillerie-Regiments Gesamtanlage siehe: Lehrter Straße 57 Perleberger Straße 62–62A Baudenkmale siehe: Kruppstraße 2, 15/16 | Perleberger Straße 61A – 61B                                                                                            |                                     |
| 09050206 | Neues Ufer 2, 6–8 Kaiserin-Augusta-Allee 96–96C, 97–97D (Lage)                                        | 29. und 30. Gemeindeschule Charlottenburg, Wohnanlage Gesamtanlage siehe: Neues Ufer 6–8                                                                | Weiterer Bestandteil des Ensembles:                                                                                     | Weiterer Bestandteil des Ensembles: |
| 09050206 | Neues Ufer 2, 6–8 Kaiserin-Augusta-Allee 96–96C, 97–97D (Lage)                                        | 29. und 30. Gemeindeschule Charlottenburg, Wohnanlage Gesamtanlage siehe: Neues Ufer 6–8                                                                | 09050208 – Kaiserin-Augusta-Allee 96–96C, 97–97D, Wohnanlage, um 1927–1928 von Reinhard & Süßenguth                     | Kaiserin-Augusta-Allee 96–97        |
| 09050213 | Wittstocker Straße 4–5, 24–26 (Lage)                                                                  | Mietshausgruppe Baudenkmale siehe: Wittstocker Straße 25                                                                                                | |                                     |
| 09050213 | Wittstocker Straße 4–5, 24–26 (Lage)                                                                  | Mietshausgruppe Baudenkmale siehe: Wittstocker Straße 25                                                                                                | Weitere Bestandteile des Ensembles:                                                                                     |                                     |
| 09050213 | Wittstocker Straße 4–5, 24–26 (Lage)                                                                  | Mietshausgruppe Baudenkmale siehe: Wittstocker Straße 25                                                                                                | 09050214 – Wittstocker Straße 4/5, Doppelmietshaus, 1891–1992 von Salow, Möller und Stegemann                           | Nr. 4                               |
| 09050213 | Wittstocker Straße 4–5, 24–26 (Lage)                                                                  | Mietshausgruppe Baudenkmale siehe: Wittstocker Straße 25                                                                                                | 09050215 – Wittstocker Straße 24, Mietshaus, 1892–1893 von Julius Zobel                                                 | Nr. 24                              |
| 09050213 | Wittstocker Straße 4–5, 24–26 (Lage)                                                                  | Mietshausgruppe Baudenkmale siehe: Wittstocker Straße 25                                                                                                | 09050217 – Wittstocker Straße 26, Mietshaus, 1891–1892                                                                  | Nr. 25                              |

## Denkmalbereiche (Gesamtanlagen)
| Nr.      | Lage | Offizielle Bezeichnung | Beschreibung | Bild                                                         |
| -------- | --- | --- | --- | ------------------------------------------------------------ |
| 09050218 | Agricolastraße 13–15 Tile-Wardenberg-Straße 16–18 (Lage)                                                                                              | Wohnanlage | 1926–1928 von Fritz Beyer und Ferdinand Köhler |                                                              |
| 09050391 | Agricolastraße 29–33A (Lage) | Wohnanlage | 1927–1928 von Franz Masser |                                                              |
| 09050170 | Alt-Moabit 23–25 (Lage) | Ev. St. Johanniskirche mit angrenzenden weltlichen Bauten | 1832–1835 von Karl Friedrich Schinkel, mit Pfarr- und Gemeindehaus, Campanile, Arkadengang und Gemeindeschule, 1844 und 1851–1857 von Friedrich August Stüler. Wiederaufbau der Anlage nach Kriegszerstörung, 1952–1957 von Otto Bartning und Werry Roth und Rudolf Dörzbach. (siehe auch Gartendenkmal Vorplatz und Kirchhof) |                                                              |
| 09050170 | Alt-Moabit 23–25 (Lage) | Ev. St. Johanniskirche mit angrenzenden weltlichen Bauten | Küsterhaus, 1865 von Assmann |                                                              |
| 09050170 | Alt-Moabit 23–25 (Lage) | Ev. St. Johanniskirche mit angrenzenden weltlichen Bauten | Querhaus und neuer Chor, 1895–1896 von Max Spitta |                                                              |
| 09050170 | Alt-Moabit 23–25 (Lage) | Ev. St. Johanniskirche mit angrenzenden weltlichen Bauten | Turnhalle, 1907 von Otto Stiehl |                                                              |
| 09050170 | Alt-Moabit 23–25 (Lage) | Ev. St. Johanniskirche mit angrenzenden weltlichen Bauten | Neues Gemeindehaus, 1963 von Hans C. Müller und Georg Heinrichs |                                                              |
| 09050222 | Alt-Moabit 55–56D (Lage) | Wohnanlage | Vorderhaus, 1911 von Adolph Mattheus |                                                              |
| 09050222 | Alt-Moabit 55–56D (Lage) | Wohnanlage | Hofbebauung |                                                              |
| 09050222 | Alt-Moabit 55–56D (Lage) | Wohnanlage | Neubau Hofgebäude, 1953–1954 |                                                              |
| 09050363 | Bellevue-Ufer Bettina-von-Arnim-Ufer Bundesratufer Hansa-Ufer Helgoländer Ufer Holsteiner Ufer John-Foster-Dulles-Allee Schleswiger Ufer Wikingerufer | Spree-Kanalisierung, Uferbefestigung mit Geländer, Auf- und Abgängen sowie Uferbegrünung mit Baumpflanzungen und Gasleuchten                                    | Uferbefestigungen, 1882–1894 von Adolf Wiebe, Umgestaltung 1950–1955 |                                                              |
| 09050363 | Bellevue-Ufer Bettina-von-Arnim-Ufer Bundesratufer Hansa-Ufer Helgoländer Ufer Holsteiner Ufer John-Foster-Dulles-Allee Schleswiger Ufer Wikingerufer | Spree-Kanalisierung, Uferbefestigung mit Geländer, Auf- und Abgängen sowie Uferbegrünung mit Baumpflanzungen und Gasleuchten                                    | Uferbegrünung Kaiserin-Augusta-Allee |                                                              |
| 09050363 | Bellevue-Ufer Bettina-von-Arnim-Ufer Bundesratufer Hansa-Ufer Helgoländer Ufer Holsteiner Ufer John-Foster-Dulles-Allee Schleswiger Ufer Wikingerufer | Spree-Kanalisierung, Uferbefestigung mit Geländer, Auf- und Abgängen sowie Uferbegrünung mit Baumpflanzungen und Gasleuchten                                    | Litfaßsäule am Wikingerufer, Betonsäule, 1950er | Litfaßsäule am Wikingerufer, Berlin.                         |
| 09050363 | Bellevue-Ufer Bettina-von-Arnim-Ufer Bundesratufer Hansa-Ufer Helgoländer Ufer Holsteiner Ufer John-Foster-Dulles-Allee Schleswiger Ufer Wikingerufer | Spree-Kanalisierung, Uferbefestigung mit Geländer, Auf- und Abgängen sowie Uferbegrünung mit Baumpflanzungen und Gasleuchten                                    | Wullenweberpark |                                                              |
| 09050363 | Bellevue-Ufer Bettina-von-Arnim-Ufer Bundesratufer Hansa-Ufer Helgoländer Ufer Holsteiner Ufer John-Foster-Dulles-Allee Schleswiger Ufer Wikingerufer | Spree-Kanalisierung, Uferbefestigung mit Geländer, Auf- und Abgängen sowie Uferbegrünung mit Baumpflanzungen und Gasleuchten                                    | Hansaufer |                                                              |
| 09050363 | Bellevue-Ufer Bettina-von-Arnim-Ufer Bundesratufer Hansa-Ufer Helgoländer Ufer Holsteiner Ufer John-Foster-Dulles-Allee Schleswiger Ufer Wikingerufer | Spree-Kanalisierung, Uferbefestigung mit Geländer, Auf- und Abgängen sowie Uferbegrünung mit Baumpflanzungen und Gasleuchten                                    | Litfaßsäule am Hansaufer, Betonsäule, 1950er |                                                              |
| 09050363 | Bellevue-Ufer Bettina-von-Arnim-Ufer Bundesratufer Hansa-Ufer Helgoländer Ufer Holsteiner Ufer John-Foster-Dulles-Allee Schleswiger Ufer Wikingerufer | Spree-Kanalisierung, Uferbefestigung mit Geländer, Auf- und Abgängen sowie Uferbegrünung mit Baumpflanzungen und Gasleuchten                                    | Bundesratsufer |                                                              |
| 09050363 | Bellevue-Ufer Bettina-von-Arnim-Ufer Bundesratufer Hansa-Ufer Helgoländer Ufer Holsteiner Ufer John-Foster-Dulles-Allee Schleswiger Ufer Wikingerufer | Spree-Kanalisierung, Uferbefestigung mit Geländer, Auf- und Abgängen sowie Uferbegrünung mit Baumpflanzungen und Gasleuchten                                    | Bolleufer |                                                              |
| 09050363 | Bellevue-Ufer Bettina-von-Arnim-Ufer Bundesratufer Hansa-Ufer Helgoländer Ufer Holsteiner Ufer John-Foster-Dulles-Allee Schleswiger Ufer Wikingerufer | Spree-Kanalisierung, Uferbefestigung mit Geländer, Auf- und Abgängen sowie Uferbegrünung mit Baumpflanzungen und Gasleuchten                                    | Helgoländer Ufer |                                                              |
| 09050363 | Bellevue-Ufer Bettina-von-Arnim-Ufer Bundesratufer Hansa-Ufer Helgoländer Ufer Holsteiner Ufer John-Foster-Dulles-Allee Schleswiger Ufer Wikingerufer | Spree-Kanalisierung, Uferbefestigung mit Geländer, Auf- und Abgängen sowie Uferbegrünung mit Baumpflanzungen und Gasleuchten                                    | Bellevueufer |                                                              |
| 09050363 | Bellevue-Ufer Bettina-von-Arnim-Ufer Bundesratufer Hansa-Ufer Helgoländer Ufer Holsteiner Ufer John-Foster-Dulles-Allee Schleswiger Ufer Wikingerufer | Teilverlust: | Wikingerufer, wurde 2019 abgetragen aufgrund von Statik, durch Neubau ersetzt. |                                                              |
| 09050229 | Beusselstraße 35 Wiclefstraße 33–35 (Lage) | Ev. Reformationskirche | 1904–1910 von Ernst Schwartzkopff sowie Dinklage & Paulus |                                                              |
| 09050229 | Beusselstraße 35 Wiclefstraße 33–35 (Lage) | Ev. Reformationskirche | Gemeindehaus |                                                              |
| 09050296 | Bremer Straße 63–64 (Lage) | Mietshausgruppe | 1876–1877 von Albert Heinel |                                                              |
| 09050365 | Huttenstraße 12–16 Berlichingenstraße (Lage) | Union-Elektricitäts-Gesellschaft, später AEG-Turbinenfabrik | Alte Turbinenhalle der AEG, Montagehalle, 1896–1897 von Theodor Rönn |                                                              |
| 09050365 | Huttenstraße 12–16 Berlichingenstraße (Lage) | Union-Elektricitäts-Gesellschaft, später AEG-Turbinenfabrik | Altes AEG-Verwaltungsgebäude, 1899–1900 von Franz Stasche | Huttenstraße 16                                              |
| 09050365 | Huttenstraße 12–16 Berlichingenstraße (Lage) | Union-Elektricitäts-Gesellschaft, später AEG-Turbinenfabrik | AEG Turbinenhalle, 1908–1909 von Peter Behrens und Karl Bernhard; Erweiterung 1939/1940 von Jacob Schallenberger und P. Schmidt |                                                              |
| 09050365 | Huttenstraße 12–16 Berlichingenstraße (Lage) | Union-Elektricitäts-Gesellschaft, später AEG-Turbinenfabrik | Anbau A der AEG, 1899, 1914 von Peter Behrens |                                                              |
| 09050365 | Huttenstraße 12–16 Berlichingenstraße (Lage) | Union-Elektricitäts-Gesellschaft, später AEG-Turbinenfabrik | Siemens-KWU-Verwaltungsgebäude, 1957 von Georg Stasch |                                                              |
| 09050274 | Lehrter Straße 5B-D Invalidenstraße 54–55 (Lage) | Zellengefängnis Moabit (Preußisches Mustergefängnis Moabit) | drei Beamtenwohnhäusern, 1842–1849 von Carl Ferdinand Busse, 1888, 1897 (siehe auch Gartendenkmal Beamtenfriedhof) | Lehrter Straße 5C                                            |
| 09050274 | Lehrter Straße 5B-D Invalidenstraße 54–55 (Lage) | Zellengefängnis Moabit (Preußisches Mustergefängnis Moabit) | Gefängnismauer |                                                              |
| 09050274 | Lehrter Straße 5B-D Invalidenstraße 54–55 (Lage) | Zellengefängnis Moabit (Preußisches Mustergefängnis Moabit) | Begrenzungsmauer des Anstaltsgartens |                                                              |
| 09050274 | Lehrter Straße 5B-D Invalidenstraße 54–55 (Lage) | Zellengefängnis Moabit (Preußisches Mustergefängnis Moabit) | Nebengebäude |                                                              |
| 09050389 | Lehrter Straße 6–10 (Lage) | Mietshausgruppe | 1871–1873 von Brisgen, Stute und Lauenburg |                                                              |
| 09050326 | Lehrter Straße 57 Kruppstraße 17–18 (Lage) | Königliches Corps-Bekleidungsamt zu Berlin Bestandteil des Ensembles: Kasernen des 1. Garde-Feld-Artillerie-Regiments                                           | Familienwohnhaus, 1896–1898, 1903 von Zeidler, Feuerstein und Tischmeyer |                                                              |
| 09050326 | Lehrter Straße 57 Kruppstraße 17–18 (Lage) | Königliches Corps-Bekleidungsamt zu Berlin Bestandteil des Ensembles: Kasernen des 1. Garde-Feld-Artillerie-Regiments                                           | Kleiderlagerhaus, 1896–1898 von Zeidler, Feuerstein und Tischmeyer |                                                              |
| 09050326 | Lehrter Straße 57 Kruppstraße 17–18 (Lage) | Königliches Corps-Bekleidungsamt zu Berlin Bestandteil des Ensembles: Kasernen des 1. Garde-Feld-Artillerie-Regiments                                           | Schneiderei, 1896–1898 von Zeidler, Feuerstein und Tischmeyer |                                                              |
| 09050326 | Lehrter Straße 57 Kruppstraße 17–18 (Lage) | Königliches Corps-Bekleidungsamt zu Berlin Bestandteil des Ensembles: Kasernen des 1. Garde-Feld-Artillerie-Regiments                                           | Einfriedung und Pförtnerhäuschen |                                                              |
| 09050326 | Lehrter Straße 57 Kruppstraße 17–18 (Lage) | Königliches Corps-Bekleidungsamt zu Berlin Bestandteil des Ensembles: Kasernen des 1. Garde-Feld-Artillerie-Regiments                                           | Werkstattgebäude |                                                              |
| 09050326 | Lehrter Straße 57 Kruppstraße 17–18 (Lage) | Königliches Corps-Bekleidungsamt zu Berlin Bestandteil des Ensembles: Kasernen des 1. Garde-Feld-Artillerie-Regiments                                           | Kammergebäude der ostasiatischen Besatzungs-Brigade, 1902–1903 |                                                              |
| 09050275 | Lehrter Straße 59 (Lage) | Poststadion | 1926–1929 von Demmler, Daniel und Kleefeld Poststadion |                                                              |
| 09050275 | Lehrter Straße 59 (Lage) | Poststadion | Hallenbad |                                                              |
| 09050275 | Lehrter Straße 59 (Lage) | Poststadion | Kassenanlage |                                                              |
| 09050299 | Levetzowstraße 26 (Lage) | 199. und 205. Gemeindeschule | Schulgebäude, 1894–1895 von Hermann Blankenstein |                                                              |
| 09050299 | Levetzowstraße 26 (Lage) | 199. und 205. Gemeindeschule | Turnhalle |                                                              |
| 09050207 | Neues Ufer 6–8 (Lage) | 29. und 30. Gemeindeschule Bestandteil des Ensembles: Neues Ufer                                                                                                | 1911–1912 von Heinrich Seeling, Winterstein und Walter Helmcke |                                                              |
| 09050242 | Oldenburger Straße 45/46 Waldenserstraße (Lage) | Kath. St. Paulus-Kirche mit Dominikanerkloster | 1892–1893 von Engelbert Seibertz | St. Paulus-Kirche                                            |
| 09050242 | Oldenburger Straße 45/46 Waldenserstraße (Lage) | Kath. St. Paulus-Kirche mit Dominikanerkloster | Pfarr- und Gemeindehaus, 1906–1907 von Hermann Bunning | Dominikanerkloster                                           |
| 09050334 | Perleberger Straße 36 Birkenstraße 60–61 (Lage) | Ev. Heilige-Geist-Kirche | Kirche, 1905–1906 von Dinklage & Paulus |                                                              |
| 09050334 | Perleberger Straße 36 Birkenstraße 60–61 (Lage) | Ev. Heilige-Geist-Kirche | Gemeindehaus, 1909–1910 von Dinklage & Paulus |                                                              |
| 09050327 | Perleberger Straße 62–62A (Lage) | Offiziers-Speiseanstalt des 1. Garde-Feld-Artillerie-Regiments Bestandteil des Ensembles: Kasernen des 1. Garde-Feld-Artillerie-Regiments                       | 1878–1880 von Otto Heimerdinger, Anbauten um 1934; Umbauten 1951–1952 und 2001 | Perlebergerstr.62                                            |
| 09050327 | Perleberger Straße 62–62A (Lage) | Offiziers-Speiseanstalt des 1. Garde-Feld-Artillerie-Regiments Bestandteil des Ensembles: Kasernen des 1. Garde-Feld-Artillerie-Regiments                       | Einfriedung |                                                              |
| 09050327 | Perleberger Straße 62–62A (Lage) | Offiziers-Speiseanstalt des 1. Garde-Feld-Artillerie-Regiments Bestandteil des Ensembles: Kasernen des 1. Garde-Feld-Artillerie-Regiments                       | Gartenanlage mit Krieger-Gedenksäule | Perlebergerstr.62                                            |
| 09050327 | Perleberger Straße 62–62A (Lage) | Offiziers-Speiseanstalt des 1. Garde-Feld-Artillerie-Regiments Bestandteil des Ensembles: Kasernen des 1. Garde-Feld-Artillerie-Regiments                       | Offizierswohnhaus, 1935 von A. Bunge | Perlebergerstr.62                                            |
| 09097814 | Quitzowstraße (hinter Nr. 23) (Lage) | Deportationsanlagen auf dem ehem. Güterbahnhof Moabit | Stichstraße, um 1870 |                                                              |
| 09097814 | Quitzowstraße (hinter Nr. 23) (Lage) | Deportationsanlagen auf dem ehem. Güterbahnhof Moabit | Verladerampe und Gleis, um 1870, Umbau und Erweiterung, um 1900, Umbau zur Deportationsanlage, 1941 |                                                              |
| 09050288 | Sickingenstraße 7/8 (Lage) | Wohnanlage Stammhaus der Berliner Bau- und Wohnungsgenossenschaft von 1892                                                                                      | 1894–1895 von Alfred Messel |                                                              |
| 09050301 | Siemensstraße 20 (Lage) | 206. und 212. Gemeindeschule | Schulgebäude, 1894–1896 von Hermann Blankenstein, heute James-Krüss-Grundschule |                                                              |
| 09050301 | Siemensstraße 20 (Lage) | 206. und 212. Gemeindeschule | Lehrerwohnhaus |                                                              |
| 09050301 | Siemensstraße 20 (Lage) | 206. und 212. Gemeindeschule | Schulhofeinfriedung |                                                              |
| 09011323 | Stadtbahntrasse zwischen Ostbahnhof und Holtzendorffstraße                                                                                            | Stadtbahnviadukt, Bahndamm, Brückenbauten Für weitere Bestandteile des Gesamtdenkmals siehe: Charlottenburg, Friedrichshain, Hansaviertel, Mitte und Tiergarten | 1875–1882 von Ernst Dircksen; 1912–1939 Umbauten |                                                              |
| 09011323 | Stadtbahntrasse zwischen Ostbahnhof und Holtzendorffstraße                                                                                            | Stadtbahnviadukt, Bahndamm, Brückenbauten Für weitere Bestandteile des Gesamtdenkmals siehe: Charlottenburg, Friedrichshain, Hansaviertel, Mitte und Tiergarten | Spreebrücke Bellevue, 1878–1882, Umbau 1924 |                                                              |
| 09011323 | Stadtbahntrasse zwischen Ostbahnhof und Holtzendorffstraße                                                                                            | Denkmalverlust: Trasse zwischen Alt-Moabit und Humboldthafen | 2002 im Zuge des Ausbaus des Hauptbahnhofes abgerissen |                                                              |
| 09050335 | Stephanstraße 2/3 Quitzowstraße 142 (Lage) | 5. städtische Realschule und 160. und 188. Gemeindeschule | Lehrerwohnhaus der 160. und 188. Gemeindeschule, 1887–1888 von Hermann Blankenstein |                                                              |
| 09050335 | Stephanstraße 2/3 Quitzowstraße 142 (Lage) | 5. städtische Realschule und 160. und 188. Gemeindeschule | 5. Realschule mit Lehrerwohnhaus, Klassentrakt und Turnhalle, 1889–1891 von Fridolin Zekeli |                                                              |
| 09050336 | Stephanstraße 27 Quitzowstraße 115A (Lage) | 168., 182. und 189. Gemeindeschule | Schulgebäude, 1892–1894 von Hermann Blankenstein und Fridolin Zekeli |                                                              |
| 09050336 | Stephanstraße 27 Quitzowstraße 115A (Lage) | 168., 182. und 189. Gemeindeschule | Lehrerwohnhaus, 1892–1894 von Hermann Blankenstein und Fridolin Zekeli |                                                              |
| 09050336 | Stephanstraße 27 Quitzowstraße 115A (Lage) | 168., 182. und 189. Gemeindeschule | Turnhalle, 1914 von Otto Stiehl |                                                              |
| 09050337 | Stromstraße 11–17 Perleberger Straße 42 (Lage) | Aktienbrauerei-Gesellschaft Moabit, später zu Patzenhofer / Schultheiss-Patzenhofer / Schultheiss-Brauerei                                                      | Sudhaus mit Kellereien, 1871–1874 von Friedrich Koch |                                                              |
| 09050337 | Stromstraße 11–17 Perleberger Straße 42 (Lage) | Aktienbrauerei-Gesellschaft Moabit, später zu Patzenhofer / Schultheiss-Patzenhofer / Schultheiss-Brauerei                                                      | Mälzerei, Fassspeicheranlage, Spül- und Pichhalle, 1898–1899 von G. Lüdicke; 1904 Umbau von Lager und Böttcherei |                                                              |
| 09050337 | Stromstraße 11–17 Perleberger Straße 42 (Lage) | Aktienbrauerei-Gesellschaft Moabit, später zu Patzenhofer / Schultheiss-Patzenhofer / Schultheiss-Brauerei                                                      | Mälzerei und Lagergebäude mit Kellerei 1898–1899 |                                                              |
| 09050337 | Stromstraße 11–17 Perleberger Straße 42 (Lage) | Aktienbrauerei-Gesellschaft Moabit, später zu Patzenhofer / Schultheiss-Patzenhofer / Schultheiss-Brauerei                                                      | Kessel- und Leutehaus, 1900–1901 von G. Lüdicke |                                                              |
| 09050337 | Stromstraße 11–17 Perleberger Straße 42 (Lage) | Aktienbrauerei-Gesellschaft Moabit, später zu Patzenhofer / Schultheiss-Patzenhofer / Schultheiss-Brauerei                                                      | Pferdeställe und Remisen, 1904 |                                                              |
| 09050337 | Stromstraße 11–17 Perleberger Straße 42 (Lage) | Aktienbrauerei-Gesellschaft Moabit, später zu Patzenhofer / Schultheiss-Patzenhofer / Schultheiss-Brauerei                                                      | Verwaltungsgebäude mit Pförtnerhäuschen |                                                              |
| 09050337 | Stromstraße 11–17 Perleberger Straße 42 (Lage) | Aktienbrauerei-Gesellschaft Moabit, später zu Patzenhofer / Schultheiss-Patzenhofer / Schultheiss-Brauerei                                                      | Werkstätten, 1904 |                                                              |
| 09050337 | Stromstraße 11–17 Perleberger Straße 42 (Lage) | Aktienbrauerei-Gesellschaft Moabit, später zu Patzenhofer / Schultheiss-Patzenhofer / Schultheiss-Brauerei                                                      | Garagen an der Ostseite |                                                              |
| 09050337 | Stromstraße 11–17 Perleberger Straße 42 (Lage) | Denkmalverlust: Abriss nach Umbau ab 2016 | Einfriedung |                                                              |
| 09050337 | Stromstraße 11–17 Perleberger Straße 42 (Lage) | Denkmalverlust: Abriss nach Umbau ab 2016 | Garagen an der Nordseite |                                                              |
| 09050337 | Stromstraße 11–17 Perleberger Straße 42 (Lage) | Denkmalverlust: Abriss nach Umbau ab 2016 | Pferdeställe |                                                              |
| 09050337 | Stromstraße 11–17 Perleberger Straße 42 (Lage) | Denkmalverlust: Abriss nach Umbau ab 2016 | Schankwirtschaft mit Terrasse |                                                              |
| 09050337 | Stromstraße 11–17 Perleberger Straße 42 (Lage) | Denkmalverlust: Abriss nach Umbau ab 2016 | Garagen am Verwaltungsbau |                                                              |
| 09050350 | Turmstraße 21/22 (Lage) | Krankenhaus Moabit | Desinfektionspavillon, 1891–1892 von Fridolin Zekeli |                                                              |
| 09050350 | Turmstraße 21/22 (Lage) | Krankenhaus Moabit | Personalwohnhaus, 1893–1895 von Fridolin Zekeli |                                                              |
| 09050350 | Turmstraße 21/22 (Lage) | Krankenhaus Moabit | Küchengebäude mit Wirtschaftsbauten, 1899–1902 von Fridolin Zekeli |                                                              |
| 09050350 | Turmstraße 21/22 (Lage) | Krankenhaus Moabit | Wohnhaus für Pflegerinnen, 1902–1904 von Ludwig Hoffmann |                                                              |
| 09050350 | Turmstraße 21/22 (Lage) | Krankenhaus Moabit | Chirurgischer Pavillon, 1921–1923 |                                                              |
| 09050350 | Turmstraße 21/22 (Lage) | Krankenhaus Moabit | Hörsaalgebäude, 1936–1937 |                                                              |
| 09050350 | Turmstraße 21/22 (Lage) | Krankenhaus Moabit | Nordpavillon, 1939–1941, 1950–1959 von Godehard Schwerthelm |                                                              |
| 09050338 | Waldenserstraße 20/21 (Lage) | 240. und 254. Gemeindeschule | Gemeindeschule, 1900–1902 von Ludwig Hoffmann, Georg Matzdorff, Carl Roemert und Otto Stiehl |                                                              |
| 09050338 | Waldenserstraße 20/21 (Lage) | 240. und 254. Gemeindeschule | Turnhalle, nach teilweiser Zerstörung im Zweiten Weltkrieg 1953 verändert wieder aufgebaut und aufgestockt |                                                              |
| 09050366 | Westhafenstraße 1–3 Beusselstraße 44K (Lage) | Westhafen | 1914–1923, Richard Wolffenstein, Friedrich Krause und Lorenz | 1914–1923, Richard Wolffenstein, Friedrich Krause und Lorenz |
| 09050366 | Westhafenstraße 1–3 Beusselstraße 44K (Lage) | Westhafen | Verwaltungsgebäude | Lagerhalle                                                   |
| 09050366 | Westhafenstraße 1–3 Beusselstraße 44K (Lage) | Westhafen | Casino |                                                              |
| 09050366 | Westhafenstraße 1–3 Beusselstraße 44K (Lage) | Westhafen | 3 Lagerhallen und historische Kaimauern | Lagerhalle                                                   |
| 09050366 | Westhafenstraße 1–3 Beusselstraße 44K (Lage) | Westhafen | Getreidespeicher mit historischer Pflasterung | Lagerhalle                                                   |
| 09050366 | Westhafenstraße 1–3 Beusselstraße 44K (Lage) | Westhafen | Waschhaus |                                                              |
| 09050366 | Westhafenstraße 1–3 Beusselstraße 44K (Lage) | Westhafen | Zollspeicher | Lagerhalle                                                   |
| 09050366 | Westhafenstraße 1–3 Beusselstraße 44K (Lage) | Westhafen | Werkstatt |                                                              |
| 09050366 | Westhafenstraße 1–3 Beusselstraße 44K (Lage) | Westhafen | Laufkatzenabstellgebäude |                                                              |
| 09050339 | Wiebestraße 29–39 (Lage) | Straßenbahndepot und Wohnhaus | Depot 1899–1901 von Joseph Fischer-Dick, Umbau 1924 von Jean Krämer |                                                              |
| 09050339 | Wiebestraße 29–39 (Lage) | Straßenbahndepot und Wohnhaus | Wohnhaus |                                                              |
| 09050367 | Wikingerufer 9–9A (Lage) | Ev. Erlöserkirche mit Gemeindehaus | 1909–1912 von Dinklage, Paulus & Lilloe |                                                              |
| 09050367 | Wikingerufer 9–9A (Lage) | Ev. Erlöserkirche mit Gemeindehaus | Gemeindehaus |                                                              |

## Baudenkmale
| Nr.      | Lage                                                                                 | Offizielle Bezeichnung | Beschreibung | Bild                                            |
| -------- | ------------------------------------------------------------------------------------ | --- | --- | ----------------------------------------------- |
| 09050319 | Alt-Moabit 12A–13 Rathenower Straße 79A–81 (Lage)                                    | Untersuchungshaftanstalt Moabit                                                                                           | Frauengefängnis, 1877–1881 von Heinrich Herrmann und August Busse |                                                 |
| 09050319 | Alt-Moabit 12A–13 Rathenower Straße 79A–81 (Lage)                                    | Untersuchungshaftanstalt Moabit                                                                                           | Männergefängnis, 1877–1881 von Heinrich Herrmann und August Busse |                                                 |
| 09050319 | Alt-Moabit 12A–13 Rathenower Straße 79A–81 (Lage)                                    | Untersuchungshaftanstalt Moabit                                                                                           | Krankenhaus der JVA |                                                 |
| 09050319 | Alt-Moabit 12A–13 Rathenower Straße 79A–81 (Lage)                                    | Untersuchungshaftanstalt Moabit                                                                                           | Küchen- und Wirtschaftsgebäude |                                                 |
| 09050219 | Alt-Moabit 18 (Lage)                                                                 | Moabiter Apotheke | 1857 von A. Thielbeck |                                                 |
| 09050219 | Alt-Moabit 18 (Lage)                                                                 | Moabiter Apotheke | Inneneinrichtung |                                                 |
| 09095038 | Alt-Moabit 70 (Lage)                                                                 | Pumpstation Radialsystem VIII                                                                                             | Pumpwerk mit Einfriedung, 1983–1987 von Oswald Mathias Ungers und Stefan Schroth |                                                 |
| 09050246 | Alt-Moabit 71 Zinzendorfstraße (Lage)                                                | Gericke Haus, Wohnhaus mit Einfriedung                                                                                    | 1851 |                                                 |
| 09050423 | Alt-Moabit 89/90 (Lage)                                                              | Mietshaus Bestandteil des Ensembles: Alt-Moabit                                                                           | 1892–1893 von Peter Madsen |                                                 |
| 09050247 | Alt-Moabit 91 (Lage)                                                                 | Dampfmühle F. W. Schütt, Ladeturm                                                                                         | 1939–1940 von der Bauabteilung der Fa. Kling |                                                 |
| 09050223 | Alt-Moabit 92 (Lage)                                                                 | Mietshaus Bestandteil des Ensembles: Alt-Moabit                                                                           | 1872 von Albert Heinel |                                                 |
| 09050224 | Alt-Moabit 93 (Lage)                                                                 | Mietshaus Bestandteil des Ensembles: Alt-Moabit                                                                           | 1859–1865 von F. Blume und Carl Reuter |                                                 |
| 09050248 | Alt-Moabit 95 (Lage)                                                                 | Wäscherei Heinrich Bergmann                                                                                               | 1911–1912 von Ferdinand Lante |                                                 |
| 09050416 | Alt-Moabit 98 (Lage)                                                                 | Meierei C. Bolle, Produktionsgebäude                                                                                      | 1886–1887; Kopfbau, 1893 von Salow, Möller & Stegemann, mehrfach umgebaut |                                                 |
| 09050249 | Alt-Moabit 137 (Lage)                                                                | Mietshaus | 1882–1883 von Max Karchow |                                                 |
| 09050226 | Alt-Moabit 141 (Lage)                                                                | Mietshaus und Gaststätte                                                                                                  | 1896–1897 von Hermann Streubel |                                                 |
| 09050368 | Altonaer Straße (Lage)                                                               | Hansabrücke, Treppenaufgänge und Brückenhäuschen & Bedürfnisanstalt                                                       | 1909–1910 von Friedrich Krause und Bruno Möhring Koggenrelief, 1910 von Walter Schmarje |                                                 |
| 09050368 | Altonaer Straße (Lage)                                                               | Hansabrücke, Treppenaufgänge und Brückenhäuschen & Bedürfnisanstalt                                                       | Schifferbrunnen, 1914 von Hermann Hosaeus |                                                 |
| 09050035 | An der Putlitzbrücke (Lage)                                                          | Gleichrichterwerk | 1927–1928 von Richard Brademann |                                                 |
| 09050252 | Arminiusstraße 2 Bremer Straße 3–9 Bugenhagenstraße 19 Jonasstraße 9 (Lage)          | Markthalle X (Arminius-Markthalle)                                                                                        | 1890–1891 von Hermann Blankenstein |                                                 |
| 09050252 | Arminiusstraße 2 Bremer Straße 3–9 Bugenhagenstraße 19 Jonasstraße 9 (Lage)          | Markthalle X (Arminius-Markthalle)                                                                                        | Marktflächen |                                                 |
| 09050370 | Beusselstraße 44D (Lage)                                                             | Stellwerk Mwt des Güterbahnhofs Moabit                                                                                    | 1892–1893, Umbau 1913 von Karl Cornelius |                                                 |
| 09050256 | Birkenstraße 17 Havelberger Straße 31 (Lage)                                         | Mietshaus | 1874–1875 von Johannes Otzen |                                                 |
| 09050231 | Birkenstraße 49 (Lage)                                                               | Mietshaus | 1872–1873 von Julius Albert Egerland |                                                 |
| 09050257 | Birkenstraße 53 (Lage)                                                               | Mietshaus | 1881–1883 von E. Schneegaß |                                                 |
| 09050257 | Birkenstraße 53 (Lage)                                                               | Denkmalverlust: Seitenflügel                                                                                              | nach 2002 abgerissen |                                                 |
| 09050258 | Birkenstraße 54 (Lage)                                                               | Mietshaus | 1881–1883 von E. Schneegaß |                                                 |
| 09050258 | Birkenstraße 54 (Lage)                                                               | Denkmalverlust: Seitenflügel                                                                                              | nach 2002 abgerissen |                                                 |
| 09050417 | Birkenstraße 55 (Lage)                                                               | Mietshaus | 1886 von Hermann Enders, 1889 von D. Rieder |                                                 |
| 09050177 | Bochumer Straße 8–8C (Lage)                                                          | Friedrich-Werdersches-Gymnasium, 231. und 263. Gemeindeschule                                                             | 1906–1908 von Ludwig Hoffmann und Otto Stiehl | Bochumerstr. 8                                  |
| 09050178 | Bochumer Straße 9 (Lage)                                                             | Mietshaus | 1905–1906 von Dinklage & Paulus |                                                 |
| 09050232 | Bremer Straße 68 (Lage)                                                              | Mietshaus | 1876–1877 von Albert Heinel |                                                 |
| 09050232 | Bremer Straße 68 (Lage)                                                              | Mietshaus | Werkstattgebäude 1895 |                                                 |
| 09050259 | Bundesratufer 2 (Lage)                                                               | Haus Lessing | 1912–1913 von Georg Jacobowitz |                                                 |
| 09050234 | Bundesratufer 10 Dortmunder Straße 15 (Lage)                                         | Mietshaus | 1906–1907 von Paul Schöne |                                                 |
| 09050182 | Elberfelder Straße 10–11 (Lage)                                                      | Mietshaus Bestandteil des Ensembles: Elberfelder Straße                                                                   | 1908–1909 von Adolph Mattheus |                                                 |
| 09050183 | Elberfelder Straße 12/13 (Lage)                                                      | Mietshaus Bestandteil des Ensembles: Elberfelder Straße                                                                   | 1908–1909 von Adolph Mattheus |                                                 |
| 09050184 | Elberfelder Straße 14 (Lage)                                                         | Mietshaus Bestandteil des Ensembles: Elberfelder Straße                                                                   | 1907–1908 von Carl Schmidt |                                                 |
| 09050261 | Elberfelder Straße 35 (Lage)                                                         | Mietshaus | 1905–1906 von Wilhelm Kiehnel |                                                 |
| 09050441 | Friedrich-Krause-Ufer 10–15 An der Putlitzbrücke (Lage)                              | Kraftwerk Moabit | Teil der Maschinenhalle mit Turm als Wahrzeichen (Moabit I) und 2. Bauabschnitt (Moabit II), 1899–1900, 1908 von Franz Schwechten                                                                                           |                                                 |
| 09050441 | Friedrich-Krause-Ufer 10–15 An der Putlitzbrücke (Lage)                              | Kraftwerk Moabit | Kesselhaus und Bürotrakt, 1908 von Franz Schwechten, Umbau in den 1920ern |                                                 |
| 09050441 | Friedrich-Krause-Ufer 10–15 An der Putlitzbrücke (Lage)                              | Kraftwerk Moabit | Umformerwerk, 1929–1930 von Walter Klingenberg und Werner Issel |                                                 |
| 09050441 | Friedrich-Krause-Ufer 10–15 An der Putlitzbrücke (Lage)                              | Kraftwerk Moabit | Schalthaus, 1925 von der Bauabteilung der BEWAG |                                                 |
| 09050441 | Friedrich-Krause-Ufer 10–15 An der Putlitzbrücke (Lage)                              | Kraftwerk Moabit | Kohlenstaubmahl- und Aufbereitungsanlage, 1925 von Hans Heinrich Müller |                                                 |
| 09050292 | Friedrich-Krause-Ufer 24 (Lage)                                                      | Auer-Lichtgesellschaft AG                                                                                                 | 1937–1938 von Egon Eiermann |                                                 |
| 09050373 | Gotzkowskystraße (Lage)                                                              | Gotzkowskybrücke | 1910–1911 von Alfred Grenander |                                                 |
| 09050373 | Gotzkowskystraße (Lage)                                                              | Gotzkowskybrücke | Bauplastik von Walter Schmarje |                                                 |
| 09050320 | Gotzkowskystraße 20 (Lage)                                                           | Industrie-Palast Spree | 1911–1912 von Wilhelm Peter |                                                 |
| 09050320 | Gotzkowskystraße 20 (Lage)                                                           | Industrie-Palast Spree | Adrema-Maschinenbaugesellschaft, 1952–1953 von Paul Schwebes |                                                 |
| 09050245 | Gotzkowskystraße 22 (Lage)                                                           | Pumpstation Radialsystem VIII                                                                                             | Maschinen- und Kesselhaus, 1887–1890 |                                                 |
| 09050425 | Hedwig-Porschütz-Straße 20 (Lage)                                                    | Kornversuchsspeicher | 1897–1898; Umbau und Erweiterung um 1915 |                                                 |
| 09050374 | Helgoländer Ufer Holsteiner Ufer (Lage)                                              | Gerickesteg | 1913–1914 von Friedrich Krause, Fritz Hedde und Bruno Möhring; Wiederaufbau 1949–1950 |                                                 |
| 09050267 | Huttenstraße Wiebestraße (Lage)                                                      | öffentliche Bedürfnisanstalt                                                                                              | 1914 |                                                 |
| 09050304 | Huttenstraße 19–20 (Lage)                                                            | Ludwig Loewe & Co. AG, Verwaltungszentrale                                                                                | 1907–1908 von Alfred Grenander |                                                 |
| 09050305 | Huttenstraße 42 (Lage)                                                               | Eisengießerei Jachmann | 1900–1901 von Ferdinand Kallmann |                                                 |
| 09050268 | Invalidenstraße 50, 51 (Lage)                                                        | Hamburger Bahnhof | Hamburger Bahnhof mit Fragment des westlichen Seitenflügels, 1846–1847 von Friedrich Neuhaus und Ferdinand Wilhelm Holz Umbau zum Verkehrs- und Baumuseum, 1905–1906 von Ernst Schwartz (siehe auch Gartendenkmal Ehrenhof) |                                                 |
| 09050268 | Invalidenstraße 50, 51 (Lage)                                                        | Hamburger Bahnhof | Seitenflügel, 1910–1911, 1914–1916 von Ernst Schwartz |                                                 |
| 09050268 | Invalidenstraße 50, 51 (Lage)                                                        | Hamburger Bahnhof | Empfangsgebäude, Wiederaufbau der Seitenflügel, 1984–1987 von Winnetou Kampmann und Ute Weström |                                                 |
| 09050268 | Invalidenstraße 50, 51 (Lage)                                                        | Hamburger Bahnhof | Rieckhallen, 1960er |                                                 |
| 09050268 | Invalidenstraße 50, 51 (Lage)                                                        | Hamburger Bahnhof | Galerieflügel und Umbau zum Museum für Gegenwart, 1992–96 von Josef Paul Kleihues |                                                 |
| 09050268 | Invalidenstraße 50, 51 (Lage)                                                        | Hamburger Bahnhof | Güterhalle, 1960er Jahre |                                                 |
| 09050268 | Invalidenstraße 50, 51 (Lage)                                                        | Hamburger Bahnhof | Verbindungsbau und Umbau, 2003–04 von Wilfried Kuehn, Johannes Kuehn und Simona Malvezzi |                                                 |
| 09050269 | Invalidenstraße 52 Heidestraße (Lage)                                                | Verwaltungsgebäude der Berlin-Hamburger Eisenbahngesellschaft                                                             | 1874–1875 von Friedrich Neuhaus |                                                 |
| 09050426 | Invalidenstraße 58 (Lage)                                                            | Theater- und Vortragssaal der Urania-Gesellschaft                                                                         | 1888–1889 von Paul Emmanuel Spieker |                                                 |
| 09050426 | Invalidenstraße 58 (Lage)                                                            | Theater- und Vortragssaal der Urania-Gesellschaft                                                                         | Wiederaufbau und Einbeziehung in die Umbauung mit Wohnung und Garten, 1963–1966 von Rainer Gerhard Rümmler |                                                 |
| 09050376 | Kirchstraße (Lage)                                                                   | Moabiter Brücke | 1893–1894 von Otto Stahn und Karl Bernhard |                                                 |
| 09050401 | Kirchstraße 2 (Lage)                                                                 | Mietshaus | 1877–1878 von Julius Wendler |                                                 |
| 09050372 | Kirchstraße 3 (Lage)                                                                 | Mietshaus | 1877–1878 von Julius Wendler |                                                 |
| 09050321 | Kirchstraße 24 (Lage)                                                                | Entrée und Treppenhaus | Entrée, 1903–1904 von Richard Schirrmacher |                                                 |
| 09050321 | Kirchstraße 24 (Lage)                                                                | Entrée und Treppenhaus | Treppenhaus | Kirchstraße 24, Treppenhaus                     |
| 09050324 | Kruppstraße 4 (Lage)                                                                 | Kaserne des 1. Garde-Feld-Artillerie-Regiments Bestandteil des Ensembles: Kasernen des 1. Garde-Feld-Artillerie-Regiments | Mannschaftsgebäude, 1878–1881 von Oskar Appelius, Richard La Pierre, Gustav Voigtel und Otto Heimerdinger, Umbau zur Kriegsakademie, 1934–1936                                                                              |                                                 |
| 09050325 | Kruppstraße 15–16 (Lage)                                                             | Kaserne des 1. Garde-Feld-Artillerie-Regiments Bestandteil des Ensembles: Kasernen des 1. Garde-Feld-Artillerie-Regiments | Unterkunftshaus und Waffenmeisterwerkstätten, 1887–1889 von La Pierre |                                                 |
| 09050325 | Kruppstraße 15–16 (Lage)                                                             | Kaserne des 1. Garde-Feld-Artillerie-Regiments Bestandteil des Ensembles: Kasernen des 1. Garde-Feld-Artillerie-Regiments | Geschützschuppen und Pferdeställe; Umbau 1895 |                                                 |
| 09050332 | Lehrter Straße 27–30 (Lage)                                                          | Berliner Granit- und Marmorwerke M. L. Schleicher, Mietshaus mit Hofgebäude                                               | Mietshaus, 1887–1888 von Richard Krebs |                                                 |
| 09050332 | Lehrter Straße 27–30 (Lage)                                                          | Berliner Granit- und Marmorwerke M. L. Schleicher, Mietshaus mit Hofgebäude                                               | Remise der Werkstattgebäude |                                                 |
| 09050403 | Lehrter Straße 35 (Lage)                                                             | Wertheim-Haus, Fabrik und Lagerhaus                                                                                       | 1911–1912 von Ernst Scharnke. heute Kulturfabrik Moabit | Wertheim-Haus                                   |
| 09050404 | Lehrter Straße 48B (Lage)                                                            | Mietshaus | 1894 von August Spahr |                                                 |
| 09097772 | Lehrter Straße 60–61 (Lage)                                                          | Nördliche Militär-Arrestanstalt                                                                                           | Gefängnisbau, 1898–1902 von Heinrich Adolf Holland und Feuerstein |                                                 |
| 09097772 | Lehrter Straße 60–61 (Lage)                                                          | Nördliche Militär-Arrestanstalt                                                                                           | Gerichtsgebäude |                                                 |
| 09097772 | Lehrter Straße 60–61 (Lage)                                                          | Nördliche Militär-Arrestanstalt                                                                                           | Beamtenwohnhaus |                                                 |
| 09050378 | Lessingstraße Stromstraße (Lage)                                                     | Lessingbrücke | 1901–1904 von Friedrich Krause und Ludwig Hoffmann |                                                 |
| 09050333 | Levetzowstraße 1/5 (Lage)                                                            | Kleist-Lyzeum und Filmschule                                                                                              | 1927–1929 von Rudolf Kolwes und Emil Freiberg |                                                 |
| 09050333 | Levetzowstraße 1/5 (Lage)                                                            | Kleist-Lyzeum und Filmschule                                                                                              | Skulptur Penthesilea von Josef Thorak |                                                 |
| 09050312 | Lübecker Straße 1/2 Turmstraße 23 (Lage)                                             | Postamt NW 21 | 1911–1912 von Louis Ratzeburg und Otto Spalding |                                                 |
| 09050312 | Lübecker Straße 1/2 Turmstraße 23 (Lage)                                             | Postamt NW 21 | 1951 von Hans Gerds |                                                 |
| 09050351 | Mathilde-Jacob-Platz 1 Arminiusstraße 1/5 Bremer Straße 1–2 Jonasstraße 10–11 (Lage) | Rathaus Tiergarten | 1935–1936 von Richard Ermisch, Wiederaufbau 1948–1951 |                                                 |
| 09050351 | Mathilde-Jacob-Platz 1 Arminiusstraße 1/5 Bremer Straße 1–2 Jonasstraße 10–11 (Lage) | Rathaus Tiergarten | Bezirksverordnetensaal 1952/1953 |                                                 |
| 09050408 | Ottostraße 16 (Lage)                                                                 | Pfarr- und Gemeindehaus der ev. Heilandsgemeinde                                                                          | 1905–1906 von Dinklage & Paulus |                                                 |
| 09050381 | Paulstraße 20B (Lage)                                                                | Güterschuppen Spreebord                                                                                                   | 1934–1935 von Günther Lüttich |                                                 |
| 09050308 | Perleberger Straße 57 Rathenower Straße 49 (Lage)                                    | Mietshaus | um 1890 |                                                 |
| 09050342 | Rathenower Straße 9–10 (Lage)                                                        | Kaserne des 4. Garderegiments zu Fuß, Wohnhaus für unverheiratete Offiziere                                               | 1909–1910 von John |                                                 |
| 09050343 | Rathenower Straße 11/12 (Lage)                                                       | Kaserne des 4. Garderegiments zu Fuß, Unterkunftsgebäude                                                                  | 1891–1893 von Ferdinand Schönhals |                                                 |
| 09050282 | Rathenower Straße 52 (Lage)                                                          | Wohnhaus | 1884 von C. Bergmann |                                                 |
| 09050239 | Rostocker Straße 32 (Lage)                                                           | Lehrerwohnhaus der 216. und 222. Gemeindeschule mit Lesehalle                                                             | 1898–1899 von Fridolin Zekeli |                                                 |
| 09050253 | Sickingenstraße 70 Berlichingenstraße (Lage)                                         | AEG-Glühlampenfabrik | 1904–1912 von Johannes Kraaz, Viktor Kühn und Gustav Teske |                                                 |
| 09050382 | Spreeweg Paulstraße (Lage)                                                           | Lutherbrücke | 1891–1892 von Otto Stahn und Karl Bernhard; vereinfachter Wiederaufbau 1950–1951 |                                                 |
| 09050428 | Stephanplatz (Lage)                                                                  | öffentliche Bedürfnisanstalt                                                                                              | 1899 |                                                 |
| 09050414 | Stromstraße 3 (Lage)                                                                 | Dampfmühle F. W. Schütt, Wohn- und Verwaltungsgebäude                                                                     | 1887 von Gustav Clemens |                                                 |
| 09050429 | Stromstraße 8 (Lage)                                                                 | Mietshaus | 1853 |                                                 |
| 09050438 | Stromstraße 58 (Lage)                                                                | Mietshaus | 1865–1866 und 1872 von G. Isaac | Stromstraße 58                                  |
| 09050438 | Stromstraße 58 (Lage)                                                                | Mietshaus | ehemaliges Treppenhaus | Stromstraße 58                                  |
| 09050445 | Stromstraße 61 (Lage)                                                                | Wohn- und Geschäftshaus                                                                                                   | 1866 von I. C. A. Hampel und G. Isaak | Stromstraße 49                                  |
| 09050240 | Thomasiusstraße 4 (Lage)                                                             | Mietshaus | 1902–1903 von Fritz Gottlob |                                                 |
| 09050290 | Thomasiusstraße 5 (Lage)                                                             | Mietshaus | 1902 von Hans Landé |                                                 |
| 09050349 | Turmstraße 4 (Lage)                                                                  | Mietshaus | 1884–1885 von Bernhard Wieck |                                                 |
| 09050352 | Turmstraße 38 (Lage)                                                                 | Miets- und Geschäftshaus                                                                                                  | 1909–1910 von M. Löffler; Wiederherstellung 1952 |                                                 |
| 09050437 | Turmstraße 75 Zwinglistraße 2 (Lage)                                                 | 82. und 90. Gemeindeschule und Kirschner-Oberrealschule                                                                   | Kirschner-Oberrealschule, 1914–1915 von Ludwig Hoffmann |                                                 |
| 09050437 | Turmstraße 75 Zwinglistraße 2 (Lage)                                                 | 82. und 90. Gemeindeschule und Kirschner-Oberrealschule                                                                   | Lehrerwohnhaus der Kirschner-Oberrealschule, 1914–1915 von Ludwig Hoffmann |                                                 |
| 09050437 | Turmstraße 75 Zwinglistraße 2 (Lage)                                                 | 82. und 90. Gemeindeschule und Kirschner-Oberrealschule                                                                   | Klassentrakt der 82. und 90. Gemeindeschule, 1875–1876 |                                                 |
| 09050354 | Turmstraße 76–76A Ottostraße 21 (Lage)                                               | Miets- und Geschäftshaus                                                                                                  | 1899–1903 von Paul Heubner, Umbau 1924 von Martin Punitzer | Turmstraße 76                                   |
| 09050353 | Turmstraße 86 (Lage)                                                                 | 113. und 128. Gemeindeschule                                                                                              | 1881–1882 von Hermann Blankenstein | Turmstraße 86                                   |
| 09050353 | Turmstraße 86 (Lage)                                                                 | 113. und 128. Gemeindeschule                                                                                              | Erweiterungsbau 1960–1962 vom Hochbauamt Tiergarten | Turmstraße 86                                   |
| 09050430 | Turmstraße 87 Wilsnacker Straße (Lage)                                               | Büste Wilhelm Schwartz | 1902 von Friedrich Johann Pfannschmidt | Büste von Wilhelm Schwartz, beschädigt          |
| 09050355 | Turmstraße 89–93 (Lage)                                                              | Kriminalgericht Moabit | 1902–1906 von Rudolf Mönnich und Carl Vohl, nach Vorentwurf von Paul Thoemer und Jean Fasquel |                                                 |
| 09050431 | Unionstraße (Lage)                                                                   | öffentliche Bedürfnisanstalt                                                                                              | 1902 |                                                 |
| 09050358 | Waldenserstraße 2–4 (Lage)                                                           | Betriebshof der Großen Berliner Pferde-Eisenbahn AG                                                                       | Etagenstall, 1890–1891 von Joseph Fischer-Dick |                                                 |
| 09050358 | Waldenserstraße 2–4 (Lage)                                                           | Betriebshof der Großen Berliner Pferde-Eisenbahn AG                                                                       | Wohnhaus, 1890–1891 von Joseph Fischer-Dick |                                                 |
| 09050358 | Waldenserstraße 2–4 (Lage)                                                           | Betriebshof der Großen Berliner Pferde-Eisenbahn AG                                                                       | Werkstatt |                                                 |
| 09050358 | Waldenserstraße 2–4 (Lage)                                                           | Betriebshof der Großen Berliner Pferde-Eisenbahn AG                                                                       | Wagenhalle |                                                 |
| 09050359 | Waldenserstraße 15 (Lage)                                                            | Mietshaus | 1904–1905 von Wilhelm Kiehnel |                                                 |
| 09050383 | Waldenserstraße 30 (Lage)                                                            | Mietshaus | 1896–1898 von Carl Bredereck |                                                 |
| 09050243 | Waldenserstraße 31 (Lage)                                                            | Haus Wichern | 1913–1914 von Otto Kohtz |                                                 |
| 09050357 | Waldstraße 54 (Lage)                                                                 | Mietshaus | 1902–1903 von Hermann Salow und Carl Sickel |                                                 |
| 09050293 | Waldstraße 55–55A (Lage)                                                             | Mietshaus und Stallgebäude                                                                                                | Miethaus, 1911 von Ernst-Heinrich Katzmann |                                                 |
| 09050293 | Waldstraße 55–55A (Lage)                                                             | Mietshaus und Stallgebäude                                                                                                | Stallgebäude, 1911 von Georg Wozogny |                                                 |
| 09050435 | Wiclefstraße 48 (Lage)                                                               | Mietshaus | 1899–1900 von Friedrich Müller |                                                 |
| 09050384 | Wiebestraße 42–45 Huttenstraße 45–48 Klarenbachstraße 1 (Lage)                       | Ludwig Loewe & Co. AG | Fräs- und Bohrmaschinenfabrik, 1914–1917 von Alfred Grenander |                                                 |
| 09050384 | Wiebestraße 42–45 Huttenstraße 45–48 Klarenbachstraße 1 (Lage)                       | Ludwig Loewe & Co. AG | Kesselhaus, 1914–1917 von Alfred Grenander |                                                 |
| 09050244 | Wikingerufer 7 (Lage)                                                                | Landesbildstelle | 1963–1966 von Bruno Grimmek | Gebäude der ehemaligen Landesbildstelle, Berlin |
| 09050360 | Wilhelmshavener Straße 7 (Lage)                                                      | Umspannwerk | 1900–1901 von Franz Schwechten und O. Springmann |                                                 |
| 09050360 | Wilhelmshavener Straße 7 (Lage)                                                      | Umspannwerk | Rückgebäude, 1925 von Hans Heinrich Müller |                                                 |
| 09050436 | Wilhelmshavener Straße 47 (Lage)                                                     | Mietshaus | 1900–1901 von Friedrich Müller |                                                 |
| 09050379 | Willy-Brandt-Straße Alt-Moabit (Lage)                                                | Moltkebrücke | 1888–1891 von Otto Stahn und Karl Bernhard, Bauplastik von Johannes Boese, Carl Piper und Carl Begas; Wiederaufbau 1947; Erneuerung 1985–1987                                                                               |                                                 |
| 09050379 | Willy-Brandt-Straße Alt-Moabit (Lage)                                                | Moltkebrücke | Zerstörte Original-Skulptur eines Greifs am Uferweg der Spree; Aufstellung 1985–1987 |                                                 |
| 09050361 | Wilsnacker Straße 5 (Lage)                                                           | Vorschule des Königlichen Luisen-Gymnasiums                                                                               | 1889–1890 von Friedrich Schulze |                                                 |
| 09050361 | Wilsnacker Straße 5 (Lage)                                                           | Vorschule des Königlichen Luisen-Gymnasiums                                                                               | Löwengruppe 1895 von Albert Wolff |                                                 |
| 09050385 | Wilsnacker Straße 41 (Lage)                                                          | Mietshaus | 1886 von Ludwig Krüger |                                                 |
| 09050294 | Wilsnacker Straße 60 (Lage)                                                          | Mietshaus | 1879–1880 von Max Kühnlein |                                                 |
| 09050295 | Wilsnacker Straße 61 (Lage)                                                          | Mietshaus und Werkstattgebäude                                                                                            | 1879–1880 |                                                 |
| 09050295 | Wilsnacker Straße 61 (Lage)                                                          | Mietshaus und Werkstattgebäude                                                                                            | Werkstattgebäude |                                                 |
| 09050216 | Wittstocker Straße 25 (Lage)                                                         | Mietshaus Bestandteil des Ensembles: Wittstocker Straße                                                                   | 1891 von Heinrich Wolff |                                                 |
| 09050362 | Zwinglistraße 37 (Lage)                                                              | 246. Gemeindeschule | 1908–1909 von Ludwig Hoffmann |                                                 |

## Gartendenkmale
| Nr.      | Lage                                     | Offizielle Bezeichnung                             | Beschreibung | Bild |
| -------- | ---------------------------------------- | -------------------------------------------------- | --- | ---- |
| 09040275 | Alt-Moabit Stromstraße Turmstraße (Lage) | Kleiner Tiergarten                                 | Grünanlagen, ab 1655, 1876 von Gustav Meyer (siehe auch Gartendenkmal Kriegsgräberfriedhof und Gesamtanlage Ev. St. Johanniskirche) |      |
| 09040275 | Alt-Moabit Stromstraße Turmstraße (Lage) | Kleiner Tiergarten                                 | Blumengarten 1954–1955 und östlicher Kleiner Tiergarten 1959–1960 von Willy Alverdes                                                |      |
| 09046312 | Alt-Moabit 24–25 (Lage)                  | Vorplatz und Kirchhof der St. Johannis-Kirche      | Vorplatz; 1840–1841 von Peter Joseph Lenné, 1875 Vorplatzgestaltung von Heinrich Gaerdt                                             |      |
| 09046312 | Alt-Moabit 24–25 (Lage)                  | Vorplatz und Kirchhof der St. Johannis-Kirche      | Kirchhof; 1840–1841 von Peter Joseph Lenné, 1851–1857 und 1862 Kirchhoferweiterung                                                  |      |
| 09046312 | Alt-Moabit 24–25 (Lage)                  | Vorplatz und Kirchhof der St. Johannis-Kirche      | ab 1891, 1895–1935 Flächenreduzierungen von Kirchplatz und Kirchhof, Veränderungen (siehe auch Gesamtanlage Ev. St. Johanniskirche) |      |
| 09046315 | Invalidenstraße 50, 51 (Lage)            | Ehrenhof des Hamburger Bahnhofs                    | um 1847, 1885–1886, 1910–1911, 1914–1916, 1996–1998 (siehe auch Baudenkmal Hamburger Bahnhof)                                       |      |
| 09046316 | Lehrter Straße 5B–D (Lage)               | Beamtenfriedhof vom Zellengefängnis Lehrter Straße | 1842–1849 (siehe auch Gesamtanlage Zellengefängnis Moabit)                                                                          |      |
| 09050340 | Wilsnacker Straße (Lage)                 | Kriegsgräberfriedhof                               | 1945, 1955 von Willy Alverdes |      |

## Ehemalige Denkmale
| Nr.       | Lage                  | Offizielle Bezeichnung | Beschreibung                                                                                       | Bild |
| --------- | --------------------- | ---------------------- | -------------------------------------------------------------------------------------------------- | ---- |
| unbekannt | Lehrter Straße (Lage) | Lehrter Stadtbahnhof   | 1882 eröffnet, seit 1930 S-Bahnhof, 2002 im Zuge des Neubaus des Berliner Hauptbahnhofs abgerissen |      |